# 救世軍
救世軍（きゅうせいぐん、英: The Salvation Army）は、キリスト教プロテスタントの一派、および慈善団体。
世界134の国と地域で伝道事業（宗教活動）、社会福祉事業、教育事業、医療事業を推進する。軍隊を模した組織が特徴で、クリスマスを中心とした年末に行われる募金活動「社会鍋」で有名。日本では1895年（明治28年）に伝来し、日本福音同盟に加盟している。
英語の「The Salvation Army」を「救世軍」と日本語に翻訳したのは尾崎行雄である。
プロテスタント諸派の一つでありながら、「小隊」と称する分教会を各地に持つ。

## 概要

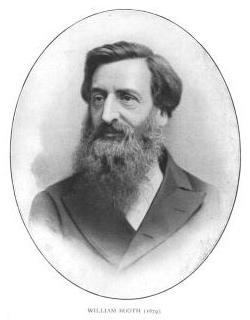
創立者ウィリアム・ブース

救世軍は、1865年にイギリスのメソジスト教会の牧師、ウィリアム・ブースと妻キャサリンによって、ロンドン東部の貧しい労働者階級に伝道するために設立された。
設立当初は「キリスト教伝道会」（東ロンドン伝道会）と称する超教派の伝道団体だったが、当時は教会が上流・中産階級のサロン的な場所となっており、庶民を教会に導いても伝道者や会員が受け入れに熱心ではなかった。そこで、「身分階級によらず、実績のみで評価される組織」として軍隊式の組織編制、メンバーの制服・制帽・階級章類の着用、軍隊用語の使用などを採用し、1878年に「救世軍」と改称した。改称に当たってウィリアムは「義勇軍に非ず、救いの軍なり（Not volunteer army, but Salvation army.）」という天啓を受けたという。1880年代に爆発的に教勢が伸張し、ブリテン諸島から海外に拡大した。改称に伴い、教理もメソジスト・ホーリネス色が濃いものとなっていく。
現在、救世軍は国際連合経済社会理事会 (ECOSOC) において1947年以降、特別協議資格を持つ国連NGOである。米国経済専門誌『フォーブス』の1997年8月11日号ではピーター・ドラッカーから「全米で最も効率の高い組織」として評価され、1991年と2004年にはノーベル平和賞候補に挙げられた。世界福音同盟の加盟団体でもあり、世界メソジスト会議および世界教会協議会とも非加盟の提携関係にある。
全世界で1万2千ヵ所近くの社会福祉施設、教育機関、医療施設を運営している。
救世軍の軍旗「血と火」は「救いと聖潔（きよめ）」を意味し、救世軍のモットーでもある。

### 日本

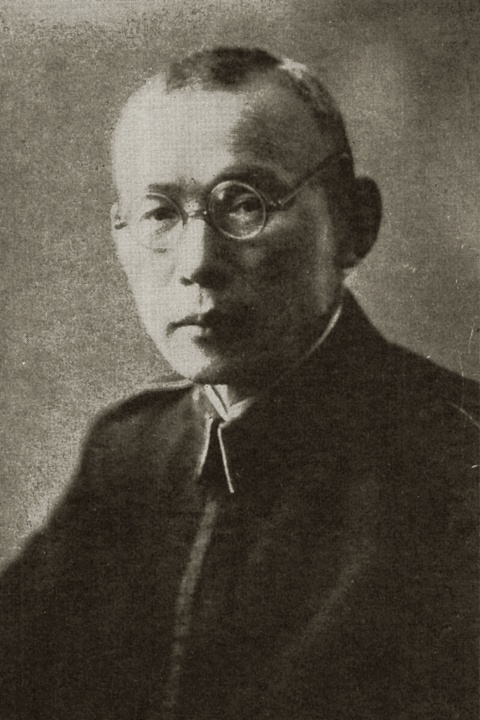
日本人初の日本軍国司令官となった山室軍平

ウィリアム・ブースが1890年に著した『最暗黒の英国とその出路（In Darkest England and the Way Out）』は日本でも早くから知られ、片山潜や安部磯雄がこの書を手引きとして救世軍事業を視察したほか、1891年には植村正久がロンドンの救世軍本営を訪れてブースと面会した。また、慈善事業家の石井十次は濃尾地震に際して「東洋救世軍」なる団体を組織して救護活動を行っている。
救世軍の側でも1890年ごろから日本伝道を検討し、資金面・人材面での見通しが立った1895年7月にエドワード・ライト大佐以下14名を日本に派遣した。彼らは9月4日に和服姿で横浜港に上陸し、同月22日に東京神田の基督教青年会館で宣戦式を行った。その直後に入隊した山室軍平らにより大規模な伝道活動が行われ、廃娼運動を皮切りに、現在では医療施設や社会福祉施設の運営、他国の救世軍と連携しての内外の災害発生時の支援活動なども行っている。
他に著名な信徒・元信徒としては、自由民権運動家の村松愛蔵・落合寅市、ルーテル教会牧師の川瀬徳太郎(妻は板垣退助の孫)、元組合派牧師金森通倫（政治家の石破茂の曽祖父）、俳人石島雉子郎（救世軍大佐）、婦人民主クラブ呼びかけ人山室民子（軍平の長女）、聖書神学者渡辺善太、ヤマト運輸元社長小倉昌男、日本聖書協会副理事長朝野洋（救世軍中将、元日本軍国司令官）、伊藤富士雄（廃娼運動活動家・伊藤文學の祖父）、軍平の長男山室武甫およびその妻で作家の阿部光子、学校法人桜美林学園初代学園長清水郁子らがいる。
1896年6月、明治三陸地震の被災地支援のために義捐金募集を行い、同年9月、免囚保護所を開設して出獄者の更生保護事業に着手した。
1906年、救世軍は東京の芝で貧者救済の観点から無料の職業紹介所を開いた。このことがきっかけで無料の公設職業紹介所が設置されるなど、第二次世界大戦以前の日本の労働行政に大きな影響を与えた。さらに同年末から貧困層を対象とする慰問籠事業が始まる。慰問籠には紅白餅、果物、パン菓子、玩具、絵葉書、手拭、足袋などのほか宗教書が納められ、各地の貧民窟の家々に配布された。この配布事業を毎年継続するため1909年（明治42年）から街頭に集金用の鍋をつるして寄付を仰ぐこととした。これが歳末の風物詩として知られる社会鍋のはじまりである。
1914年9月2日、廃娼運動（自由廃業の擁護）に関わっていた救世軍メンバーが、深川の遊郭で暴力団と衝突。メンバー1人が重傷、娼妓2人が負傷。1916年11月23日、中野に結核療養所を開院。1922年より児童虐待防止運動に着手。
当時日本の勢力下にあった朝鮮半島では1908年に活動が始まり、1928年ごろに京城府明治町（現在のソウル特別市明洞）で、社会鍋による募金活動が始まった。
1940年（昭和15年）に山室軍平中将が死去すると、憲兵隊により救世軍幹部らが取調べを受け（救世軍スパイ事件）、救世軍解散を迫られた。そこで、日本救世団と組織変更して万国本営から離脱することになった。団長に救世軍士官学校校長だった渡辺林太郎が選出され、1940年9月23日に結団式が挙行された。
1941年6月に日本基督教団が設立されると、第11部として加入した。また、救世軍士官学校は救世学院、東光学院への改称を経て1943年（昭和18年）に日本東部神学校に統合された。
1946年9月に日本基督教団を離脱して、救世軍が再建される。ロンドン万国本営との関係を回復する。1947年2月渡辺団長が死去するが、植村益蔵少将が日本救世軍司令官に就任して再建活動を展開する。士官学校の再開、『ときのこえ』の復刊、社会鍋、連隊制度などを復活させ今日に至る。
現在の救世軍の日本での活動は、東京都千代田区神田神保町二丁目に法人本部である「日本本営」を置いている。

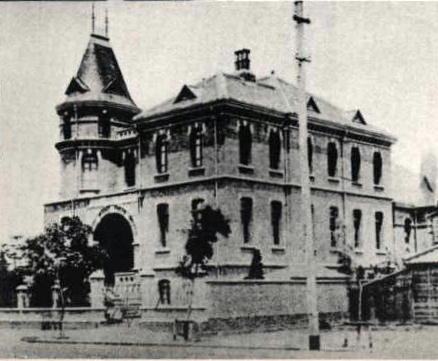
救世軍の宣戦式が行われた東京基督教青年会館
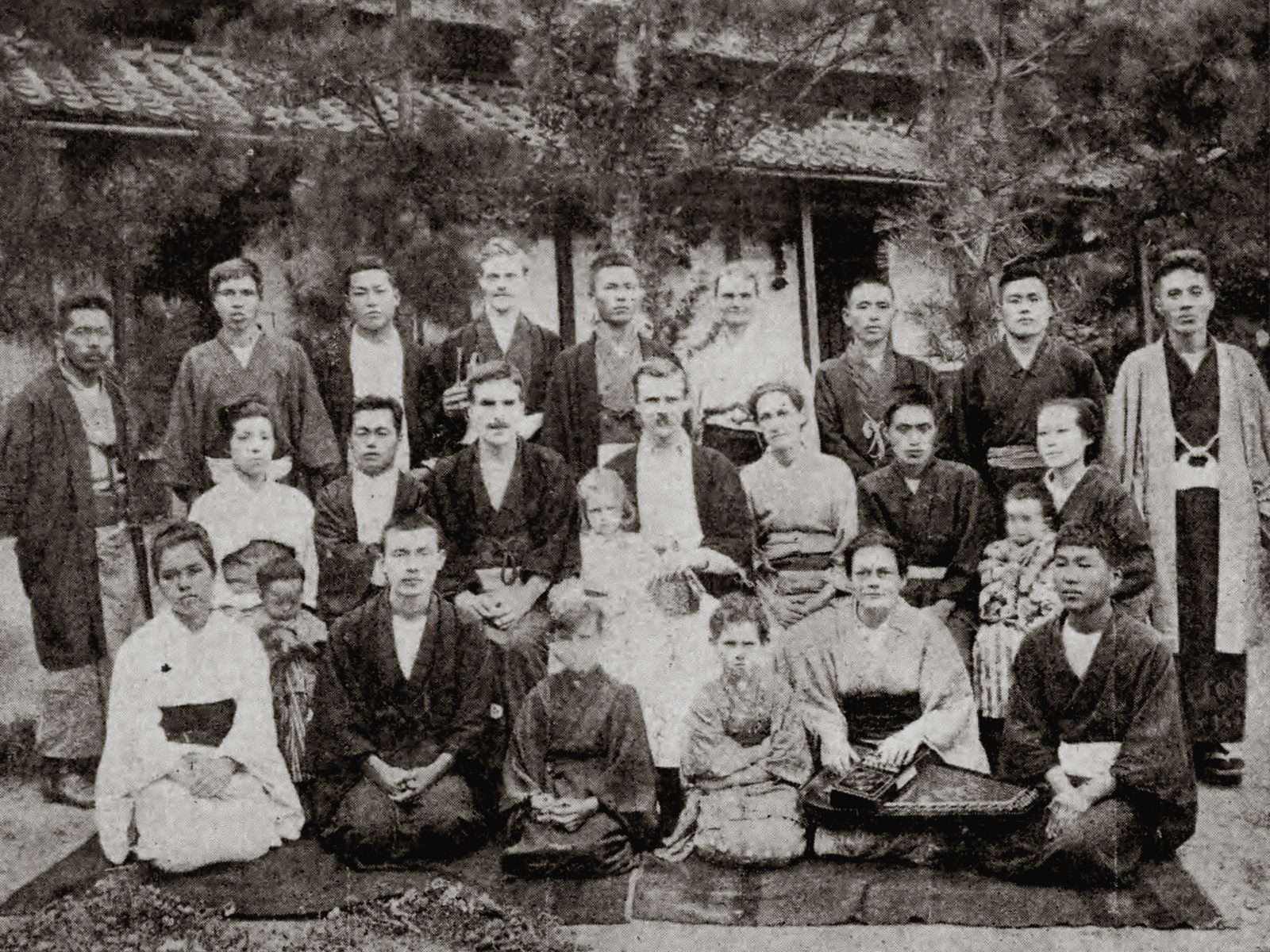
日本救世軍初期メンバー（中列中央がエドワード・ライト、前列左から2人目が山室軍平）
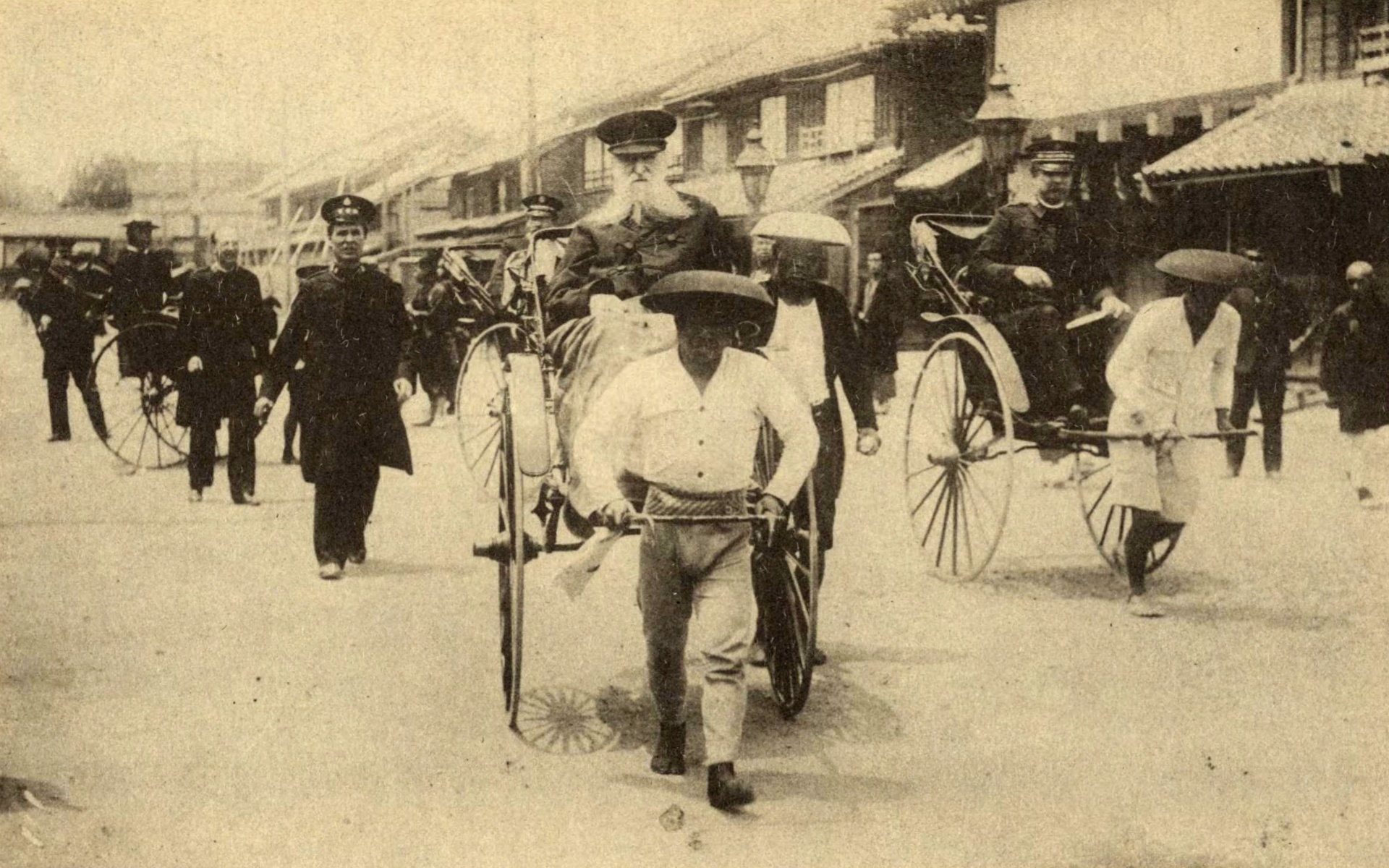
ブース大将の来日 （1907年）
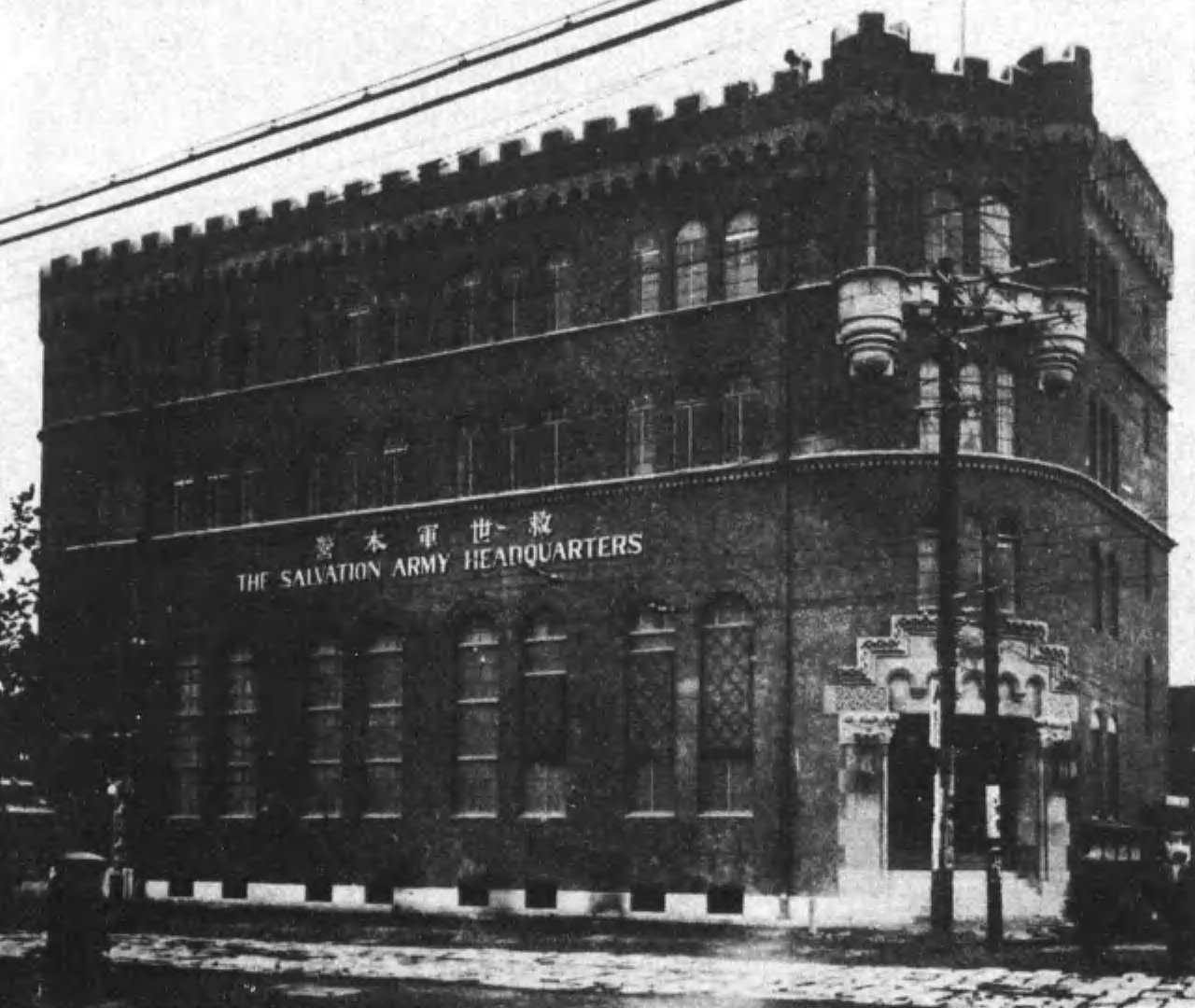
救世軍日本本営 （1928年）
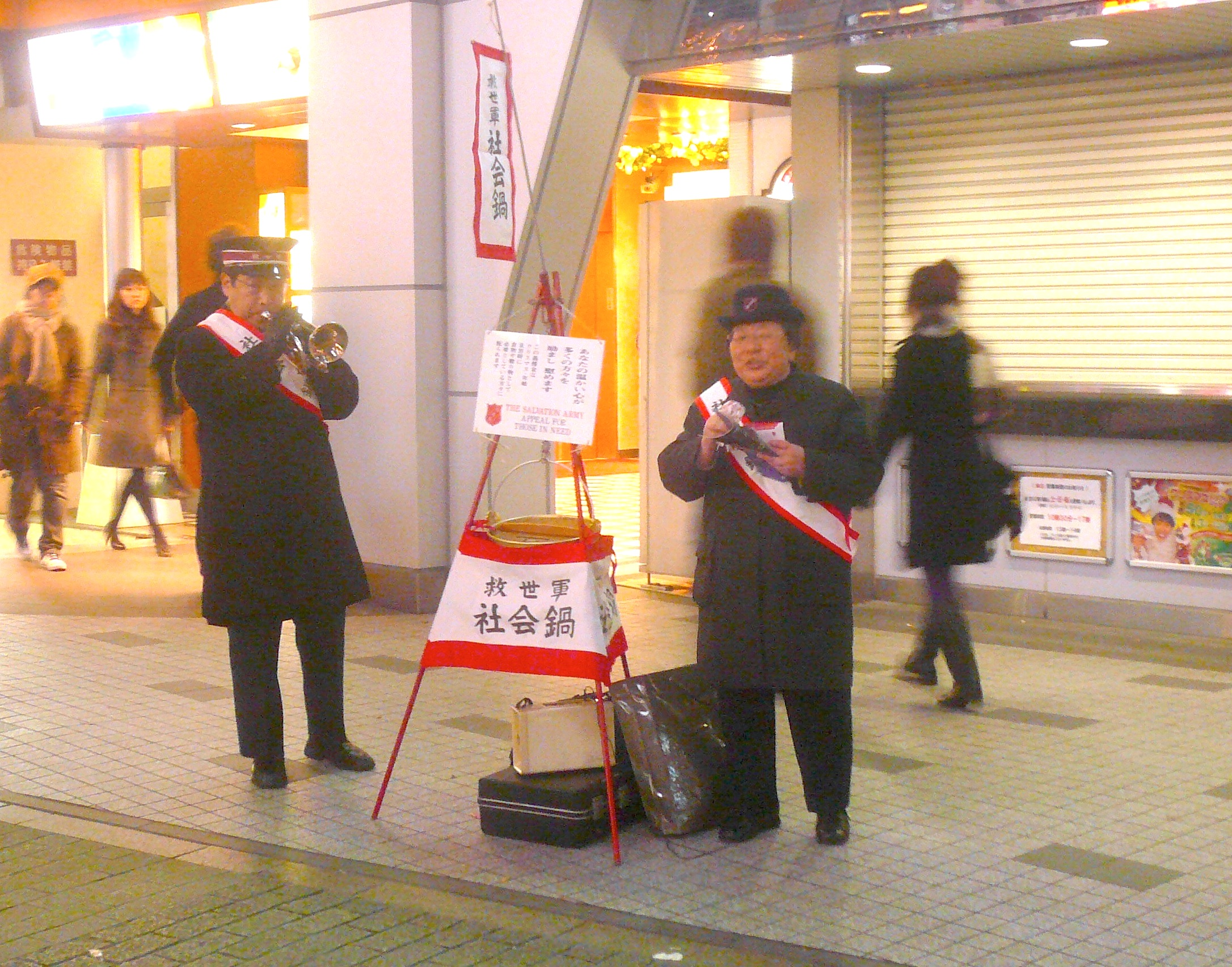
日本の救世軍 （2007年）

## 歴史
1891年にウィリアム・ブースは著書『最暗黒の英国とその出路』を出版し、都市植民・農業植民・海外植民の三段階からなる社会改良計画を発表。10万ポンドの事業資金を公募し、大規模な社会福祉事業に着手した。

## 組織

### 国際組織として

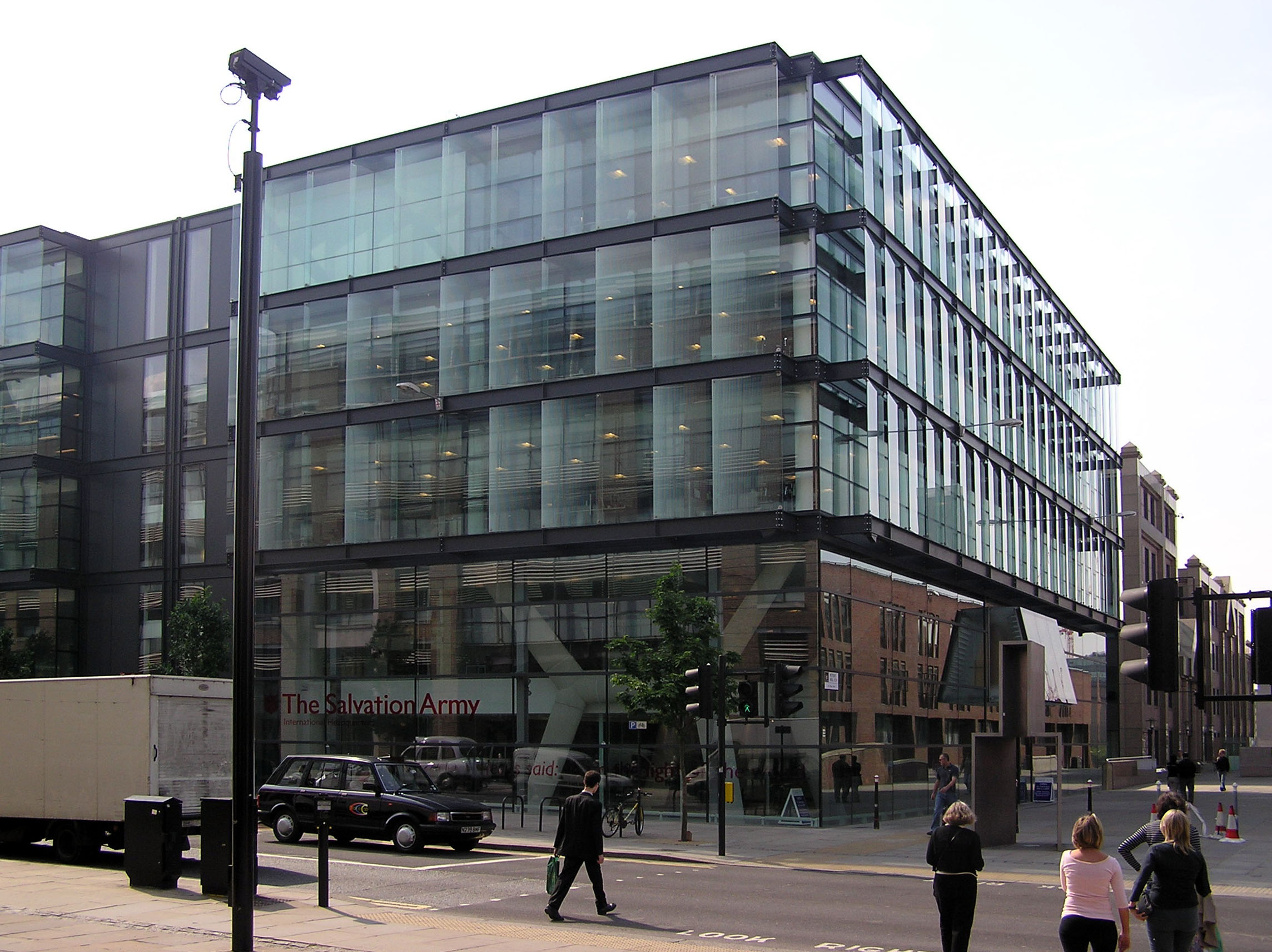
救世軍万国本営（ロンドン）

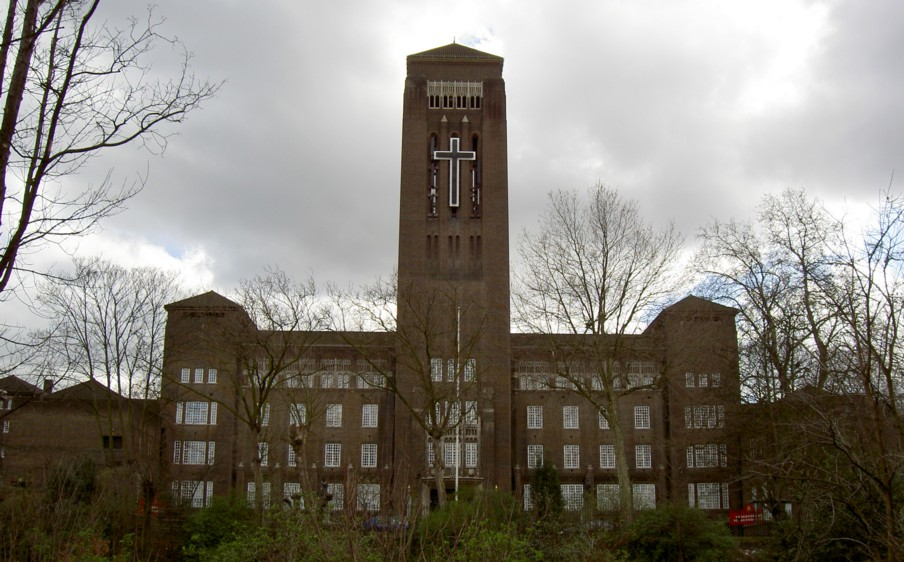
ウィリアム・ブース記念士官学校

救世軍は、世界本部である「万国本営」をイギリスのロンドンに置き、最高会議において士官の中から選出される単独の最高指導者「大将」によって統率される。大将の任期は原則5年（70歳定年）で、2023年現在の大将は22代目のリンドン・バッキンガム。なお、創設当初から男女同権の思想が強く、女性の士官も多い。過去にも女性の大将が3名選出されている。
救世軍の法的根拠は、イギリス議会の個別法(Private Act of Parliament)である「規約証書」 「増補規約証書」 「1980年救世軍法」に規定され、その変更にはイギリス議会の承認を必要とする。
救世軍の組織統治は、信仰面においては、十一か条の「救世軍教理」とその公式解説書である「教理便覧」に示される基準に拠り、実行面においては、「軍令および軍律」とそれらを補足する「覚書」に示される基準に拠り、監督政治を通じて行われる。信仰上および実行上の逸脱に対しては、「兵籍調査会」・「士官審査会議」・「調査委員会」が行う審査に基づいて、公務禁止・停職・除名等の規律が執行される。
「教理便覧」と各種「軍令及び軍律」は、大将の権威によって発行され、随時改定される。

### 日本における救世軍組織

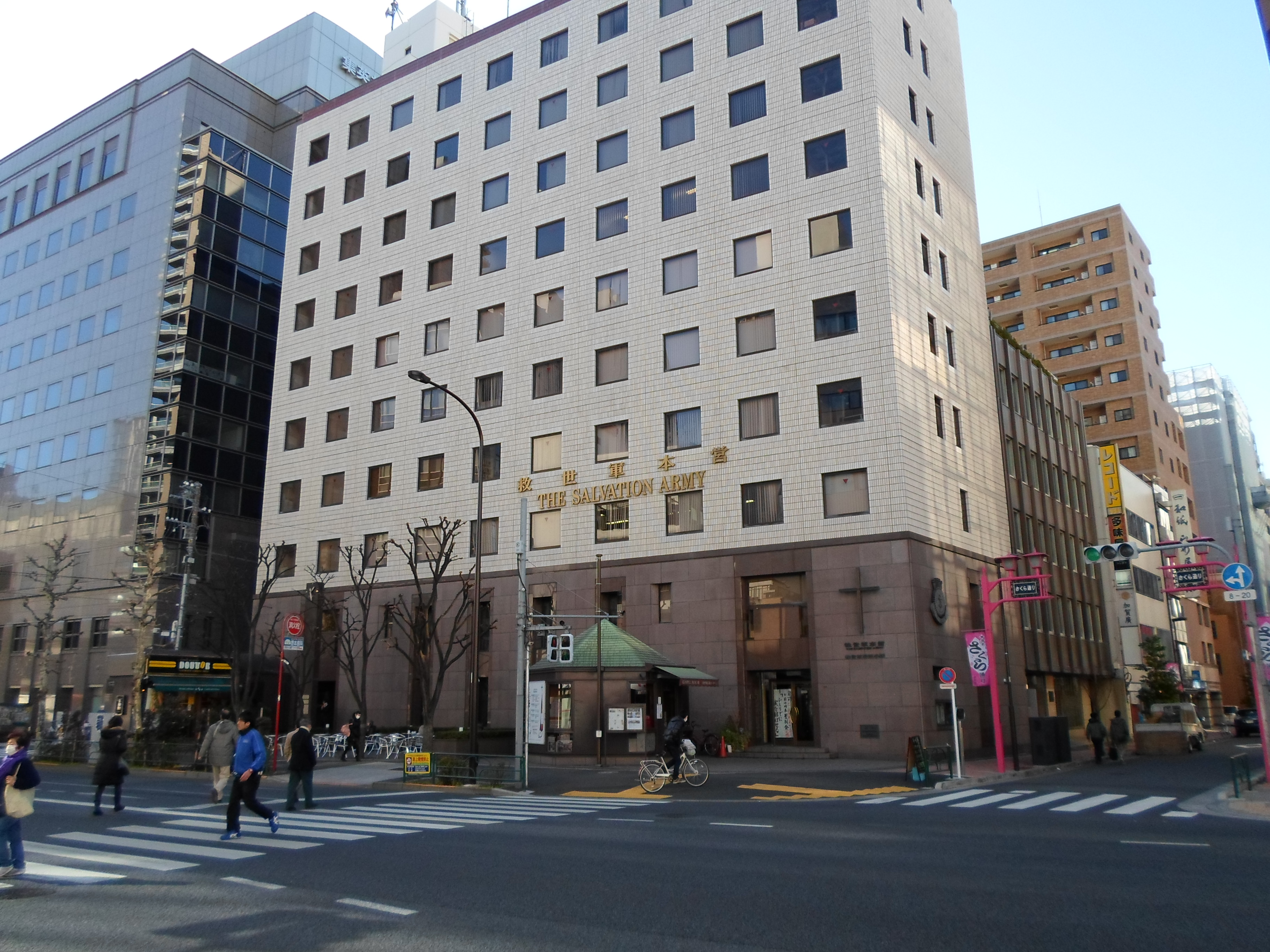
救世軍日本本営

現在の日本の救世軍は、法的には以下の2つ（かつては3つ）の法人格で活動している。
- 宗教法人としての「救世軍」
- 社会福祉法人としての「社会福祉法人救世軍社会事業団」

（以上の住所は東京都千代田区神田神保町2丁目17番地）
- 財団法人としての「在日本救世軍財団」は政府の公益法人制度改革を受けて2013年3月に解散し、その財産は宗教法人救世軍と社会福祉法人救世軍社会事業団に移行した。

（住所は東京都千代田区神田神保町2丁目17番地1号）
2021年現在の代表者は日本軍国司令官・スティーブン・モーリス大佐（在任:2021年4月1日〜）。
書記長官（軍国司令官補佐役）は西村保大佐補（在任:2019年5月1日〜）。
日本では概ね5年に1回のペースで全国大会が開かれており（2005年、2010年など、年の末尾に0と5の付く年。但し2015年は開催されず、2016年に開催された）、組織に関する議論や決定が行われるほか、万国本営より大将や参謀総長らが呼ばれ、大規模な伝道集会が開かれている。伝道集会の説教者には軍外の人も呼ばれており、過去には村岡花子やミッション・バラバメンバーらが説教をしている。

## メンバーの階級
準兵士（道友者）

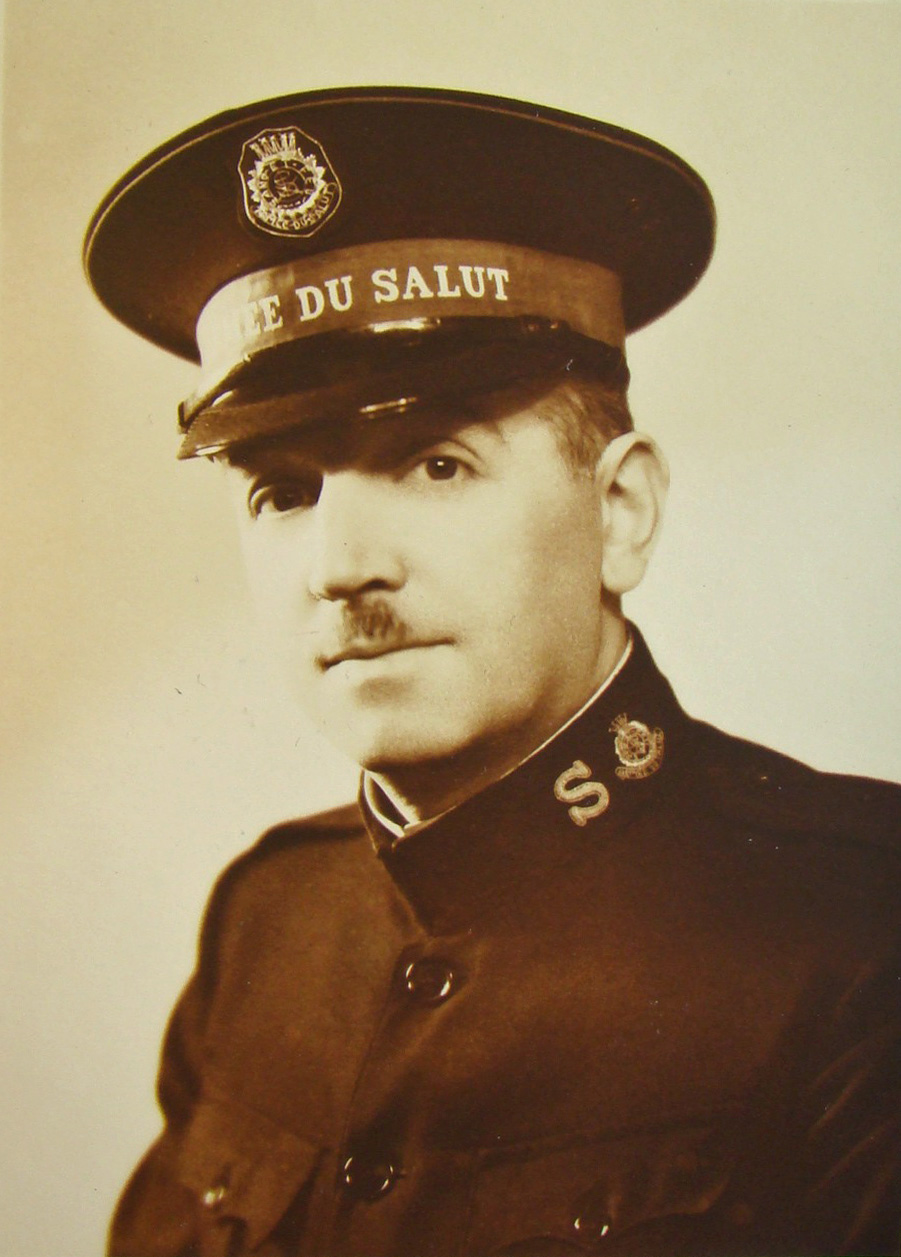
救世軍士官の制服（ジョルジュ・フランドル、1942年）

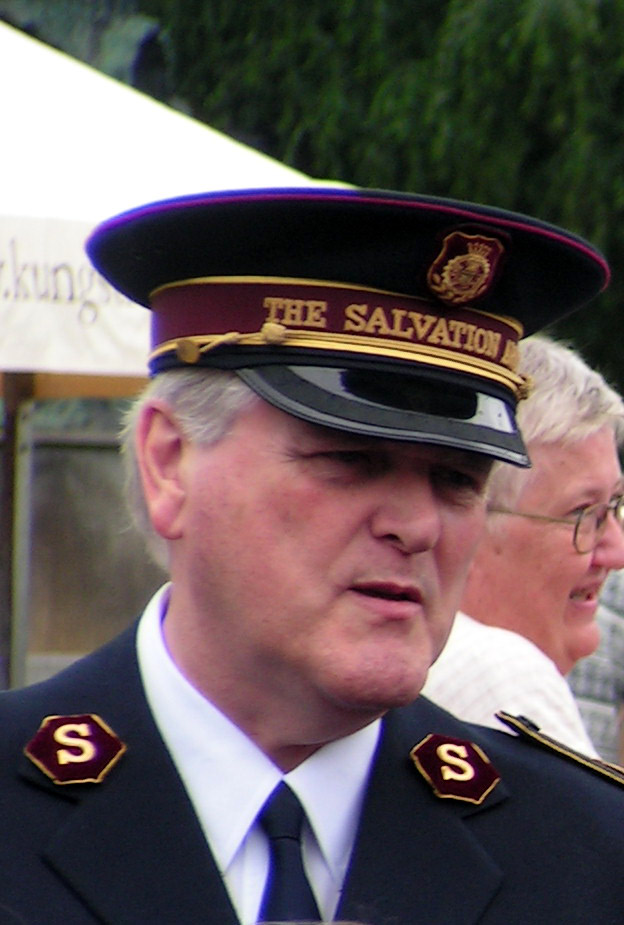
現在の救世軍の制服・制帽（第18代大将ショー・クリフトン）

- キリストを救い主として認め、救世軍への入隊希望を表明し認められた人。他教団における洗礼準備者。入隊式までの間はキリスト教や聖書、教会、救世軍などについて詳しく学び、入隊に備える。

兵士
- キリストを信じて回心し、入隊式で加入宣誓書『救世軍兵士の誓約』に署名調印して入隊した信者。いわゆる一般信徒。制服の襟章は青地または黒地に「S」、肩章（階級章）は青地または黒地に太い黒縁。

下士官
- 小隊（=教会）において特命を与えられ、無給で奉仕する信者。他教団における教会役員にあたる。階級呼称はほとんどが軍曹（英: Sergeant）で、三役は曹長（役員会長）、書記（役員会事務局長）、会計。ブラスバンドメンバーやオルガニスト、ピアニストなどの奏楽担当者や唱歌隊員も下士官。基本的に肩章・襟章とも兵士と同じだが、一部の役職者は肩章や制服の上腕部などに役職名の頭文字を記したバッジやワッペンを付けることもある。また、制帽の帽章が兵士とは異なる場合がある。なお、救世軍における「下士官」は後述の准尉および特務曹長以外は「階級（階級区分）」よりも「所属小隊における役職」という意味合いが強い。

士官候補生
- 神から召命を受け、生涯を奉仕に捧げる士官となるために士官学校（神学校）に在学中の神学生。
- 制服は兵士と同じ物だが、肩章に赤い線が入る（線1本が1年生、線2本が2年生）。
- 士官学校は2年制であり、卒業時に士官に任官される。入校資格は原則として高校卒業以上で所属小隊士官または所属教会牧師の推薦を受けた18歳から48歳までの兵士・下士官またはクリスチャン（入校時に救世軍に入隊し、士官として奉仕する意思があれば、入校前の所属教会が救世軍でなくてもよい）。　

士官
- 神から召命を受け、生涯を奉仕に捧げるために士官学校で専門的な教育訓練を受けた伝道者。他教団の牧師に相当。制服の襟章は赤地に「S」、肩章は赤地で階級により入るマークが異なる。
- 士官の階級は、士官学校入校が認められた者の入校前の呼称は準候補生、士官学校入校時および在学期間中は士官候補生で、卒業すると中尉となる（中尉の階級は2001年に一旦廃止されたが、2008年に復活した。現行の制度では士官学校卒業時に中尉に任官され、奉仕年数第5年目に大尉に昇任する。なお少尉の階級は過去には存在したが、現在は廃止されている）。
- その後奉仕年数により、任官後15年で少佐・大佐補・大佐・中将と昇任していく（准将と少将の階級は無い）。戦前の階級に「校」があった。校は尉官と佐官の中間で連隊長の主な階級が中校だった。（なお、台湾救世軍では今も「校」が使われており、小隊指揮官の多くの階級は少校である。）現在、ほとんどの士官は少佐の階級を退役まで保持する。これは2001年の軍律の改訂により、大佐補以上の階級の士官は軍国司令官・書記長官などの一部の役職に限定されたためである（現在の日本軍国の書記長官の階級は大佐補であり、書記長官以外の本営の役員や士官学校校長、連隊長などの階級はほとんどが少佐かそれ以下である）。
- 過去には存在したが、現在の救世軍士官の階級には中佐が無く、代わりに一般的な軍隊の士官には存在しない階級の「大佐補」が存在する。これは旧救世軍中佐の原語である「Brigadier」が「中佐」と訳されていたが、その「Brigadier」の階級が廃止されて「Lieutenant Colonel」の階級が新たに制定されたため、「Brigadier」と「Lieutenant Colonel」を区別するために作られた新語である。
- かつて「中尉」と訳されていた「Lieutenant」は、現在の日本の救世軍においては准尉制度の導入に伴う中尉の階級の廃止とその後の復活という紆余曲折を経て、Lieutenantを准尉と中尉に訳し分けながら併用されている。
- 世界代表で「万国総督」とも呼ばれる現役の大将は1名のみ。
- 万国総督の補佐役で大将に次ぐ役職として、中将が務める参謀総長が設けられている。
- 参謀総長の下には地区別・担当任務別に複数の、やはり中将が務める「万国書記官」が設けられている。
- 他教団の管区に相当する「軍国」の代表者は軍国司令官である。また、軍国の本部は「本営」と呼ばれる。
- 各軍国司令官の補佐役としては書記長官という役職が設けられている。

  - 本人の意思もしくはなんらかの事情により士官にはならない（または「なれない」、例えば年齢制限により士官学校への入学資格を失った人、夫婦での士官学校入校ができなかった人、特定政党に所属している人など）が、下士官として一定期間（最低3年間、最高9年間）フルタイムで奉仕する人は准尉（旧制度の「特務大尉」 (Auxiliary Captain) および「特務曹長」 (envoy) にほぼ相当）に任官される。准尉は下士官だが、有給の専従職員である。

- 特殊な例としては士官学校入校の年齢制限を超えた人で特別に訓練を受けた野戦任官士官である「特務大尉」という階級も存在したが、准尉制度の実施に伴い、「特務大尉」および「特務曹長」の階級は順次的に廃止されることとなった。
- 士官は65歳で定年退官となり、引退士官となる。しかし、所属の小隊で説教などの奉仕を続けることがある。

軍属
- 士官および准尉以外の救世軍人で社会福祉部門、医療部門、教育部門、法人本部などにおいて雇用される職員（例:法人本部の事務職員や病院の看護師など）。なお、救世軍以外の教団・教派に所属するクリスチャンや、クリスチャンではない者でも「法人としての救世軍の職員」には採用されるが、そのような者は「救世軍軍属」とは呼ばれない。

軍友
- 他教団所属で、救世軍と協力関係にあるクリスチャン。またはクリスチャンでなくとも救世軍に協力している者。

同友者
- 諸事情により、軍令・軍律から外れ兵士としては入隊できないが、救世軍の主義や行動に賛同して救世軍を所属教会と宣言して認められ、兵士同様に月定献金をしているクリスチャン。例えば酒造・酒販業や、居酒屋・スナック・バーなど酒の提供を主とする飲食業、煙草製造・販売業の人など。同友者は「救世軍の一員」の中に含まれる。兵士と異なり、禁酒禁煙を守らなくてもよい。

サポート会員
- 救世軍の活動を支えるために、会員登録し定期的に献金（個人：年3000円以上、法人・団体：年10000円以上）している人。クリスチャンでなくてもなれる。

コミュニケーション・ケア・ミニストリーズ（CCM）会員
- 救世軍の奉仕活動に参加の意思がある人で、小隊士官の推薦を受けた人。クリスチャンでなくてもなれる。2015年まではリーグ・オブ・マーシー（LOM）という名前だった。LOMは1994年に発足し、活動20周年を記念して名称変更された。

家庭団
- 他の教会における女性部、婦人部に相当。

柏寿会
- 60歳以上の高齢者の集まり。クリスチャンでなくても入会できる。

下士官、兵士、準兵士、同友者は無給のボランティア（下士官のうち准尉のみ有給の専従職員となる）。士官（士官候補生および准尉を含む）、軍属、一部の軍友が宗教法人・社会福祉法人・財団法人の専従職員となる（これもまた軍隊に倣ったもの。士官は救世軍の活動を本業とする“職業軍人”、下士官までが生業を別に持つ“志願兵”）。また、準兵士以上の救世軍人同士は戦友 (comrade) と呼び合う。
その他、まだ信仰に至っていない求道者や、他の教団に所属するクリスチャンが客員として集っている小隊もある。又、地理的な事情（例:救世軍の小隊から遠く離れた地域に仕事などの理由で在住している）等で、他のキリスト教会に集っている救世軍メンバーも存在する。

### 救世軍人の役職と階級の対応一覧
出典:八木谷涼子『なんでもわかるキリスト教大事典』189-191ページより
- （役職）: （階級）（階級呼称の英語表記）
  - 万国総督: 大将 (General)
  - 参謀総長: 中将 (Commissioner)
  - 万国書記官: 中将
  - 軍国司令官: 中将、大佐 (Colonel)、大佐補 (Lieutenant Colonel)
  - 書記長官: 中将、大佐、大佐補
  - 書記長官以外の軍国本営の役員、士官学校校長、連隊長等: 少佐 (Major)、大尉 (Captain)
  - 小隊長、小隊副官、小隊付士官、分隊長等: 少佐、大尉、中尉 (Lieutenant)
    - （士官学校学生）: 士官候補生 (Cadet)

  - 救世軍で奉仕する他教団聖職者: 特務大尉(Auxiliary Captain)
  - フルタイムで奉仕する下士官: 准尉 (Lieutenant)、特務曹長 (envoy)
    - （三役の小隊役員、その他小隊での役職拝命者）: 下士官 (Local Officer)
    - （一般信徒）: 兵士 (Soldier)、同友者(Adherent)
    - （洗礼準備者）: 準兵士

  - （その他関係者）: 軍友、軍属など

## 救世軍の教理
- われらは、旧新約聖書が神の感動によりて与えられたること、また聖書のみが、クリスチャンの信仰及び実行に関する、神の法規たることを信ず。
- われらは、無限に完全なる独一の神ありて、万物の創造者、保持者、また統治者にして唯これのみ、宗教的礼拝の真（しん）の対象たることを信ず。
- われらは、神の中（なか）に、父、子、聖霊なる三つの人格ありて、本質においては、分かつべからざるもの、権能と栄光とにおいては同等たることを信ず。
- われらは、イエス・キリストの人格の中に神性（しんせい）と人性（じんせい）とが結合していて、彼は正（まさ）しく真（しん）に神にして、また正（まさ）しく真（しん）に人たることを信ず。
- われらは、われらの最初の父母が、罪なき者として創造されたが、彼らの不従順によりてその純潔と幸福とを失い、堕落の結果、すべての人みな罪人（つみびと）となり、全く邪悪になり、またかかる者として当然神の怒りを受くべき者なることを信ず。
- われらは、主イエス・キリストが、その苦難と死とによりて、全世界のために償罪（しょうざい）をしたもうたゆえに、何人（なにびと[注釈 10]）でも欲する者は救われ得ることを信ず。
- われらは、神に対して悔い改めること、われらの主イエス・キリストを信ずること、また聖霊によりて新たに生まれることは、救いに必要なりと信ず。
- われらは、われらの主イエス・キリストを信ずることにより、恩恵（めぐみ）によりて義とされること、また信ずる者はそのうちに証（あかし）を有することを信ず。
- われらは、救いの状態の持続は、キリストに対する信仰と服従との持続によることを信ず。
- われらは、「全く潔く」されることはすべての信者の特権にして、「霊と心と体とを全く守」られて、「われらの主イエス・キリストの来りたもうとき責むべき所なき」に至り得ることを信ず。
- われらは、霊魂（れいこん）の不滅、身体（しんたい）の復活、世の終わりの総審判、正しき者の永遠の幸福、及び悪しき者の永遠の刑罰を信ず。

## 創立者の言葉
この言葉は“WWW”（While Women Weep―女性が泣いている限り）として語り継がれている。

## 事業

### 伝道事業
軍国（他教団の管区に相当）
- 軍国本部は「本営」と呼ばれる。世界本部である「万国本営」はイギリスのロンドンにある。管区長は司令官と呼ばれる。

地区
- 独立した軍国として活動できるほどの規模が無い地域。責任者は「地区指揮官」と呼ばれる。

連隊（他教団の教区に相当）
小隊（他教団の教会に相当）
- 毎週日曜日に「聖別会」と呼ばれる礼拝と日曜学校がある。随時聖書研究会や祈祷会、伝道集会（「救霊会」）なども行なわれる。語学など各種教室を開いている小隊もある。主任牧師は小隊長、副牧師は小隊付士官もしくは小隊副官と呼ばれる。

分隊（他教団の伝道所に相当）

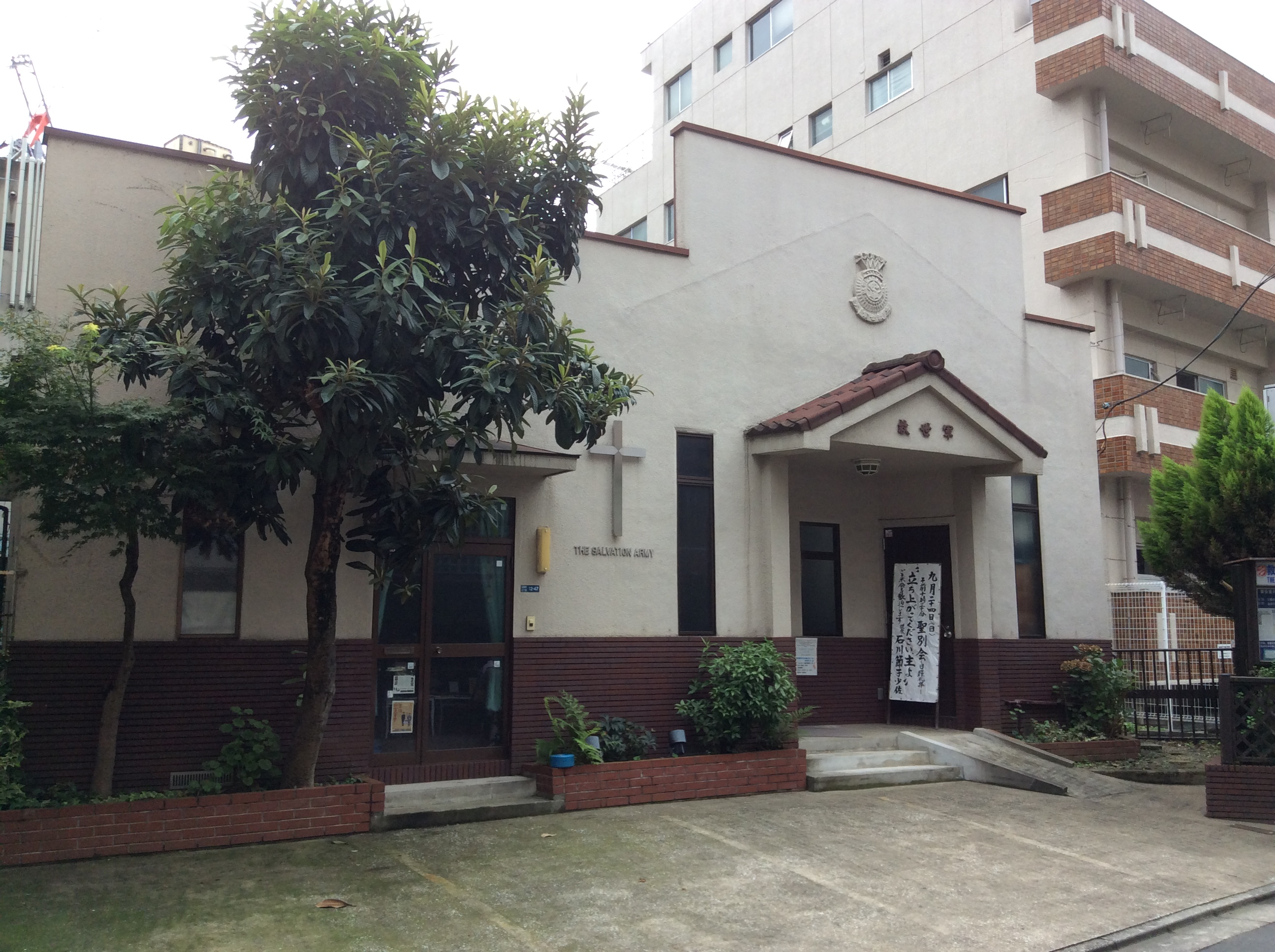
救世軍 麻布小隊（2017年9月23日撮影）

- 小隊の士官の兼任による、小規模の伝道所。定期もしくは不定期で集会が行なわれている。所長は分隊長と呼ばれる。

#### 日本での伝道事業
日本の連隊および、小隊の公式リストはこちらを参照。かつては福島県郡山市、東京都江東区、静岡県静岡市葵区、大阪府大阪市西成区、熊本県熊本市などにも小隊があった。岡山県笠岡市と広島県尾道市の小隊が合流して福山小隊になったという例もある。また、日本基督教団横田相愛教会（島根県仁多郡奥出雲町、旧救世軍横田小隊）などのように、戦後は日本基督教団に留まり救世軍に復帰(合流)しなかった教会(小隊)もある。
北海道連隊（4個小隊）
北海道札幌市中央区（連隊本部）、紋別郡遠軽町、函館市、釧路市（分隊）、帯広市、小樽市（分隊）
関東東北連隊（9個小隊）
宮城県仙台市泉区、福島県双葉郡浪江町・会津若松市、群馬県前橋市・桐生市・高崎市（連隊本部）、栃木県佐野市、埼玉県熊谷市、新潟県新潟市中央区、長野県長野市（分隊）・下高井郡山ノ内町（分隊）
東京東海道連隊（17個小隊）
東京都港区・大田区・墨田区（連隊本部）・渋谷区・千代田区（日本本営）・杉並区（士官学校、山室軍平記念救世軍資料館）・中央区・台東区・足立区・清瀬市・八王子市（分隊）、埼玉県川口市、神奈川県横浜市南区・横須賀市（分隊）、千葉県館山市（分隊）、山梨県甲府市（分隊）、静岡県静岡市清水区・浜松市中央区、愛知県名古屋市東区、岐阜県岐阜市（分隊）
西日本連隊（13個小隊）
京都府京都市下京区、大阪府大阪市北区（連隊本部）・大正区・生野区（分隊）、兵庫県神戸市中央区、岡山県岡山市北区、広島県広島市南区・福山市・呉市、香川県高松市（分隊）、高知県高知市、福岡県福岡市中央区・北九州市八幡東区・大牟田市（分隊）

### 社会福祉事業

#### 日本での社会福祉事業
児童養護施設
愛光園（呉）、豊浜学寮（呉）、希望館（大阪）、機恵子寮（東京）、世光寮（東京）
保育所
菊水上町保育園（札幌）、桑園保育所（札幌）、呉保育所（呉）、佐野保育園（佐野）
女性保護施設
婦人寮（東京）、新生寮（東京）、大阪アベノ地下街救世軍カウンセリング・ルーム（大阪、2020年3月閉館）
ホームレス宿泊施設
自助館（東京）、新光館（東京）
アルコール依存症総合専門施設（救護施設）
自省館（東京）
特別養護老人ホーム
恵泉ホーム（東京）
ケアハウス
ケアハウスいずみ、ホームヘルパーステーションいずみ（東京）
老人保健施設
ブース記念老人保健施設グレイス、在宅介護支援センター、訪問看護ステーション、訪問介護ステーション（東京）
リサイクル施設
男子社会奉仕センター、バザー場（東京）

### 医療事業

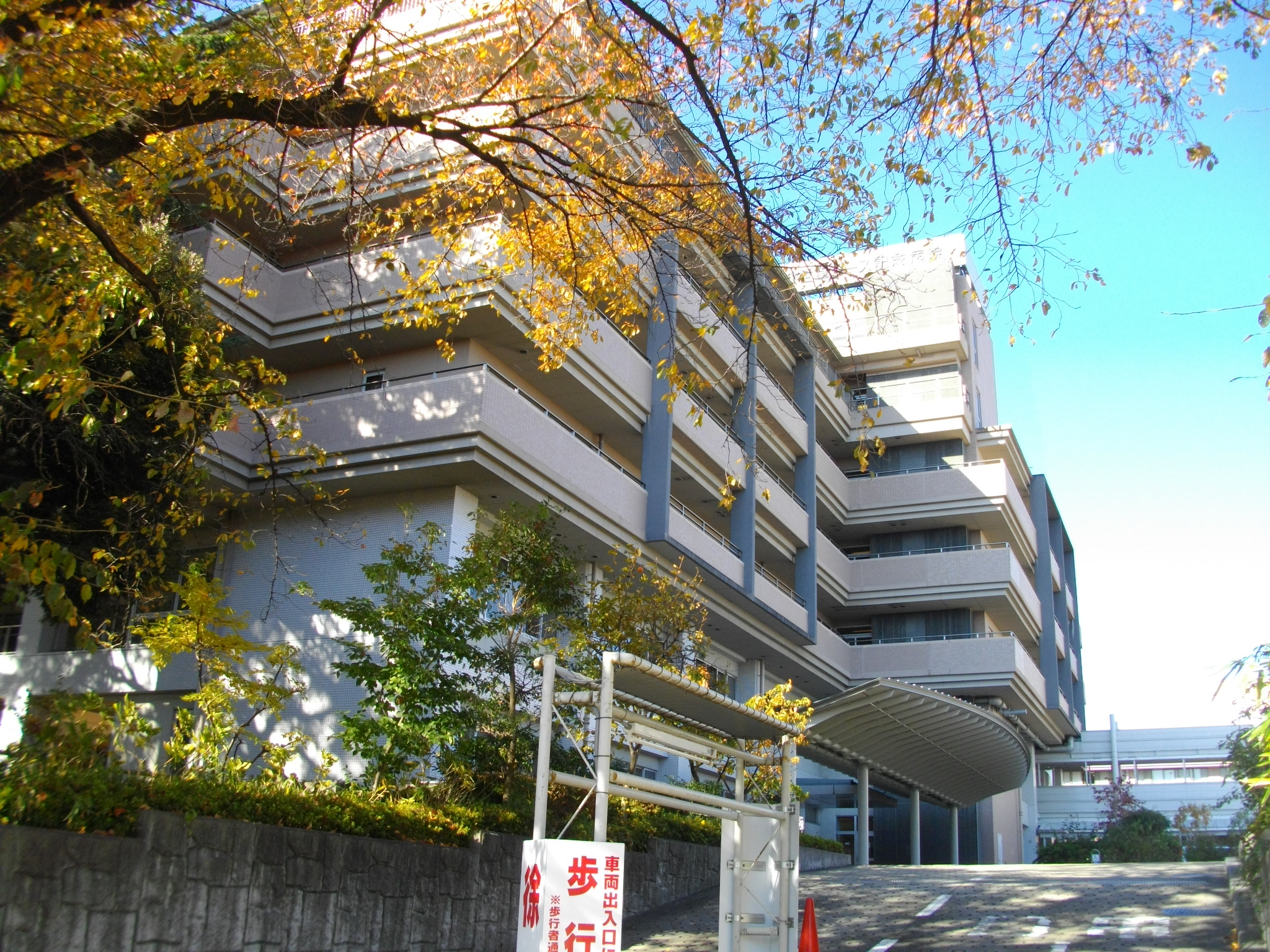
救世軍ブース記念病院（東京都杉並区和田）

#### 日本での医療事業
救世軍清瀬病院（東京）
他に救世軍ブース記念病院もあったが、2025年に城東桐和会に事業譲渡されたため、現在、日本国内で救世軍が運営している病院は、上記の清瀬病院のみとなる。

### 教育事業
- 救世軍士官学校（救世軍の士官を養成する神学校）

海外では大学などを運営している地域がある。イギリスには「万国士官学校」がある。

### その他の事業
- 救世軍総合保険会社（火災保険、自動車保険、損害保険）
- リライアンス銀行（救世軍の資金運用および一般銀行業務）
- 救世軍住宅協会（救世軍の居住型の社会福祉施設の管理）
- 従軍牧師 （イギリス軍とオーストラリア軍の従軍牧師は救世軍士官が務めている場合がある）
- 難民支援事業（戦時難民救済事業等）
- 緊急災害支援事業（都市災害、震災、山火事、洪水、竜巻、噴火、鉄道事故、航空機事故等の被災者・被害者への救援）
- 海外開発プログラム（発展途上国における飲料水、保健衛生、栄養指導、雇用創出、小額資金貸付制度、HIV/AIDS対策等のプログラム）
- 救世軍出版供給部（機関紙「ときのこえ」「はあもに（女性部発行の機関誌）」などの定期刊行物、書籍、楽譜、制服、バッジ、音楽CD、ビデオ、DVD等の製作・販売・供給）

## 信仰と実行

### 全般
救世軍の教理は、穏健なウェスレー派の特色を持つ11か条の信仰告白によって規定されている。礼拝にはピアノやオルガンと共に、ブラスバンドが使用される（ミュージカル「ガイズ&ドールズ」でも取り上げられた）。路傍伝道ではタンバリンが使用されることもある。「軍歌」（救世軍用語。他派での讃美歌）は独自編集の「救世軍歌集」を使用。楽曲は他の教会賛美歌と重なる（日本では中田羽後編纂・翻訳の「聖歌」と日本基督教団「讃美歌」の両賛美歌集より抜粋）が、救世軍信徒による作詞・作曲の賛美歌もある。

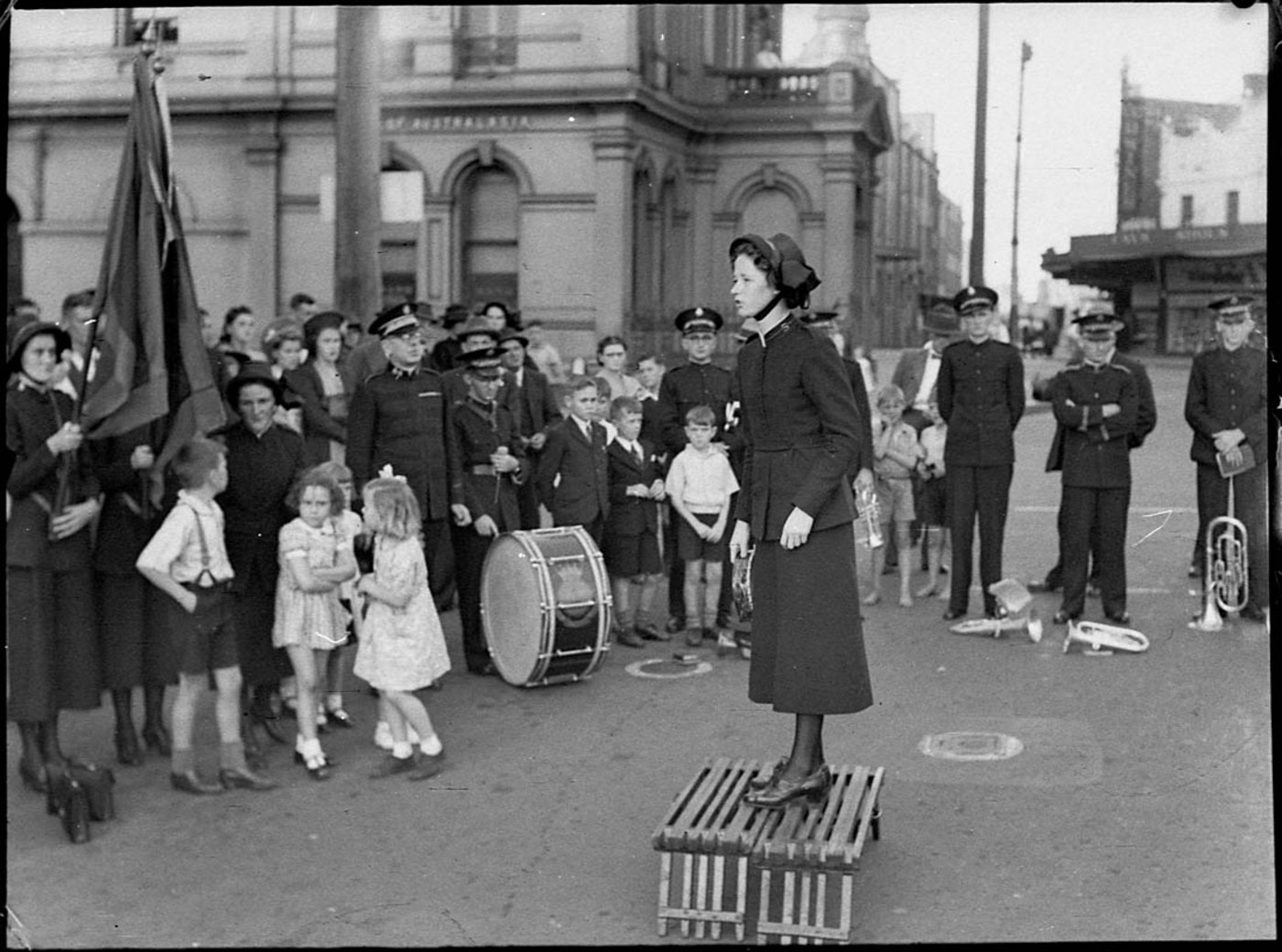
街頭での布教活動。後方にバンドが見える。（1942年、オーストラリア・ニューサウスウェールズ州）

聖別会（礼拝）の形式は一般のキリスト教会と同じく讃美歌、祈祷、説教などにより構成。礼拝時の挨拶では右手の人差し指で天を指し「ハレルヤ!」と挨拶をするのが定番。使徒信条の代わりとして、使徒信条にホーリネス的教理を加えた救世軍教理が読まれる。必ず信徒の「証言」の時間が設けられることが特徴。洗礼や聖餐式などの聖礼典は行なわない。これは救世軍が元々超教派の伝道団体で会員は原則として全員どこかの教会で既に洗礼を受けたクリスチャンであったことや、アルコールが入っているワインを使う聖餐を忌避したことに起因するが、現在は「形式主義を排するため」と説明されている。代わりに、礼拝後に愛餐会（食事会）がしばしば行われる。
洗礼は水を使わず、軍旗の下に会衆の前で信仰告白を行なう「入隊式」で代替する。入隊式を済ませた隊員（兵士）は他の教団・教会でもクリスチャンと認められ、プロテスタント教会での聖餐式も本人が希望すれば受けられる。
説教は単純であり、神学的理論よりも聖霊体験を重視する。礼拝の中心は「恵みの座」と呼ばれる木製ベンチでの祈りに置かれる。伝道方法、管理運営、財務、意志決定については、大将の権限によって発行される各種『軍令及び軍律』によって詳細に規定されている。
神学的にはメソジストやホーリネス運動を土台とする穏健な福音派であり、リベラルとファンダメンタリズムのちょうど中間に位置する。とはいえ特定の神学理論や聖書解釈を個々の信徒に押し付けることはなく、リベラルで社会派的傾向を支持する信徒もいれば、逐語霊感説や千年王国論を支持する保守派の信徒もいる（ただし、救世軍全体の公式見解では逐語霊感説はとらず、また「キリスト教以外の宗教にも敬意を持って接し、一定の知識を得るように学ぶこと」とされている）。
活動には多くの軍隊用語が使われており、伝道開始を「開戦」、路傍伝道を「野戦」、夜の路傍伝道を「夜襲」、連隊が隷下各小隊の状況を調査することを「検閲」と呼ぶ。かつては月定献金を「弾薬金」と呼んでいた。
毎週日曜の聖別会以外には、日曜学校、救霊会（伝道集会）、聖書研究会、祈祷会、家庭団集会（女性向けの集会）、柏寿会集会（高齢者の集会）などが行われている。

### 生活
信徒の生活規律は厳しく、特に禁酒・禁煙は絶対とされている（これはアルコール依存症者の回復支援をしているためと、飲酒・喫煙を近代の社会悪の象徴ととらえているためである）。また、ポルノや性風俗、開放的な性生活、人工妊娠中絶、ギャンブル、薬物・ドラッグの摂取なども忌避する傾向にある。

### セクシャルマイノリティ
同性愛者などのセクシャルマイノリティーに対しても非容認的態度を示す。このため、アメリカでは同性愛者の社会的権利を保障する地方自治体の条例への対立から、救世軍が地方自治体から受けていた社会福祉事業の委託契約を打ち切られ、これに対して万国本営も同様の条例を持つ地方自治体との委託契約には一切応じてはならないという方針をアメリカの各軍国に命じるという事例が発生している。

### 結婚
士官は士官同士でしか結婚できない。このため既婚者が士官となるには、夫婦揃って士官学校（神学校）に入る必要がある。過去には、士官夫妻の妻には夫の階級の後に「夫人」とつけて呼ばれていた（例: 少佐の妻は「少佐夫人」）が、1996年からは階級の異なる士官が結婚した場合、本来の奉仕年限に関わらず下級者は昇進するようになった（例: 中尉と大尉が結婚した場合、夫婦両方が大尉になる）。2001年以降は、夫婦であっても階級は奉仕年限によるように制度が改訂された。例外が大将の配偶者で、中将の階級になる。

### 社会福祉活動

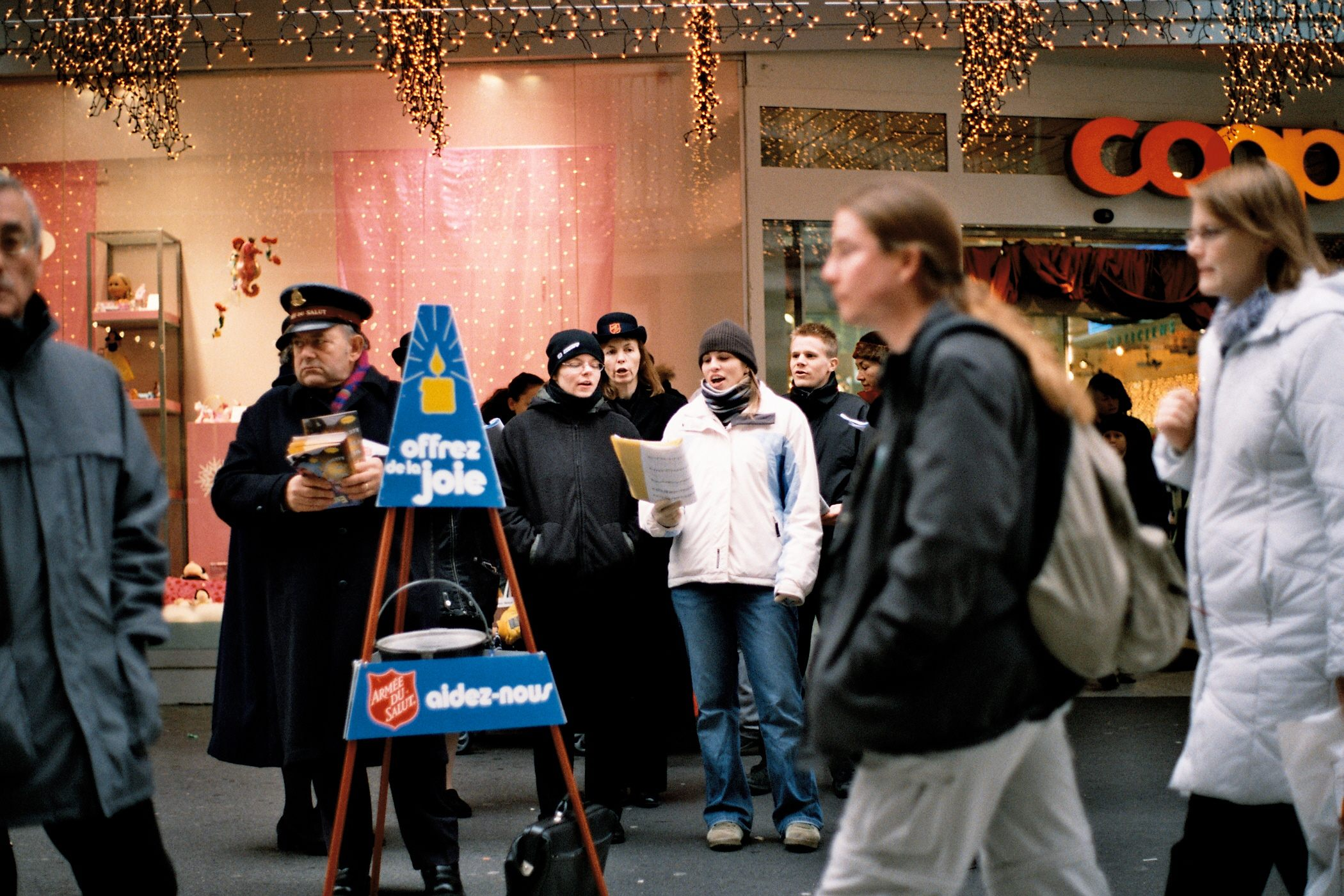
スイス・ローザンヌ街頭での募金活動（社会鍋）

社会福祉活動には極めて熱心であり、キリスト教界随一と言われる。上意下達の軍隊式組織により高い活動効率を誇る。現在は医療福祉、老人・障害者・児童福祉、ホームレス支援の炊き出しや施設運営などが中心。そのほかでは災害救援の対応も早く、阪神・淡路大震災の際は、キリスト教系団体の中では最も早くボランティアを組織し駆けつけた。新潟県中越沖地震や、東日本大震災の際にも、ボランティアが給食活動などを行っている。また、海外では医科大学や、幼稚園の運営といった教育活動も盛んに行っている。募金活動の1つで年末に行われる社会鍋は、季語になるほど有名。バザーも頻繁に行なっており、東京などでは専用の会場で常時開催されている。収益金は全て寄付に回される。かつては職業紹介や失踪者捜索など、現在は行政や警察が主体となっている活動も行っていた。

### 政治・社会問題との関わり
政治との関わりを嫌い、政党の党員は士官学校に入れない。戦争などについては、兵士のメンタルケアやカウンセリングには熱心だが、戦争そのものを止めるためには動かない。また、貧困についても救援物資の調達・配布には熱心だが、行政への働きかけなど、貧困脱出への具体的な施策は行なわない、とされる。もっとも海外においては、イギリスやカナダの本営がイラク戦争反対や、核兵器廃絶を願う信仰告白を発表するなど、若干の軌道修正が見られる。
日本では、戦前に山室軍平が宗教団体法に賛成した事や、満蒙開拓移民政策に関わっていたこと、太平洋戦争を「海外伝道の良い機会である」と肯定的に捉えていた事、更には機関紙「ときのこえ」が元号表示だったり、1980年代までは皇族の誕生日のたびに、祝いの言葉を機関紙「ときのこえ」の1面に載せていたため、戦争責任を問う意見や、右翼的・保守的だという評価もある。しかし、1940年に軍平の著書『平民の福音』が発禁処分となり、イギリス人宣教師と植村益蔵ら、日本人士官がスパイ容疑で逮捕されたり、「皇軍以外で『軍』を名乗る組織が存在することは認められない」という理由で「日本救世団」に強制改称させられ、最終的には日本基督教団に吸収され、事実上の解散状態に追い込まれたなどの経験から、実際には右翼的潮流に与することは余りない。
2008年10月2日には、国際社会正義委員会が軍内に設立され、社会問題についても積極的に取り組むことが表明された。

### 日本本営の所属
日本本営は、かつてはリベラル派の日本キリスト教協議会 (NCC) （世界教会協議会〈WCC〉、エキュメニカル系）に加盟していたが、「活動内容が政治的過ぎる」と脱退。しばらく日本キリスト教連合会のみに加盟していたが、万国本営の勧めで福音派の日本福音同盟（JEA、世界福音同盟系）に加盟。しかしアジアキリスト教協議会への加盟や「世界祈祷日」（毎年3月第1金曜日）への協力など、NCCとの連携は現在も続いている。

### 制服と階級章
かつての制服は、救世軍が発足した当時のイギリス軍の軍服を模したデザインであり、詰襟だった。
現在は、黒に近い濃紺（地域等により白・グレー・ベージュの場合もある）のシングルブレスト開襟で、男性はワイシャツにネクタイ着用、女性はブラウスの襟元に救世軍のマークのブローチ着用というブレザーに近いデザインのものとなっている（夏服として半袖または長袖のワイシャツ・ブラウスにネクタイかブローチ着用、もしくは開襟というスタイルも存在する）。
士官は原則として、制服の常時着用義務がある。下士官・兵士については、以前は士官と同じく制服の常時着用義務があったが、現在は大会や伝道集会などを除いては「推奨」にとどめ、普段着での集会参加を容認している。
制服の肩章と襟章（夏服のシャツ・ブラウスは肩章のみ）が階級章であり、士官の肩章と襟章は赤地、下士官・兵士の肩章と襟章は青地または黒地で肩章に入るマークが階級により異なる（襟章に入るマークは同じ軍国の中では全階級共通）。
なお、制帽の帽章はクレスト（救世軍の紋章）を用いており、鉢巻部分には活動地域の言語で「救世軍」の文字が入っている。
救世軍人が制服を着用することは、「神の愛に生きる誓いの証し」という意味を持つ。また、特に救世軍発足当初の女性の救世軍人の制服着用には、酒場などで伝道活動を行う際に、娼婦と間違われることを避けるという意味もあった。
制服は日本では需要の絶対数からオーダーメイドであり、一式で8万円前後だが、発祥の地であるイギリスや活動が盛んな欧米では、既製品が日本に比べて安価（日本円に換算して一式で3万円ほど）で販売されており、インターネットでの通信販売も行なわれている。

## 社会的認知

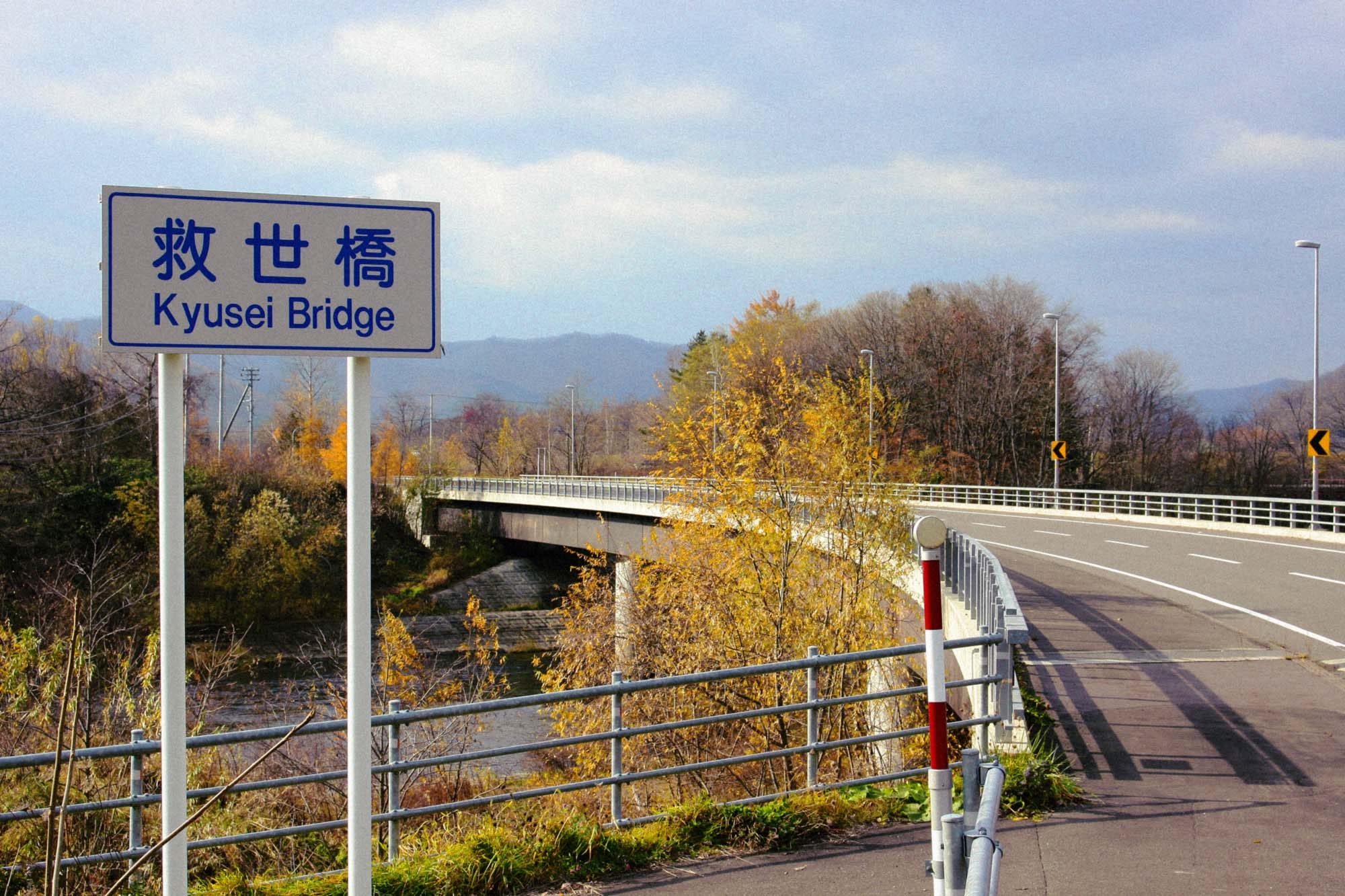
1915年に初代の道路橋を架設した、救世軍の名が受け継がれている湧別川の「救世橋」（北海道遠軽町）

軍服調の制服・制帽の着用や軍隊調の用語の使用は、外部者には一見特異に映るが、礼拝の形式・内容は一般的なメソジスト教会と同様のものである。極一部に、「カルト宗教ではないのか」という誤解もあるが、キリスト教界において異端や、カルトとして扱われることはなく、社会的にも宗教組織というよりはキリスト教系の社会福祉団体や、NGOの一種と見なされることが多く、欧米では救世軍への寄付が控除対象となる国が多い。販促キャンペーンを利用して、膨大なマイレージサービスのポイントを獲得したデヴィッド・フィリップスは、期限内にプリンの包装からバーコードを剥がすため、救世軍やフードバンクにプリンを持ち込み、プリンを寄付する代わりに作業を手伝ってもらったことで、結果として815ドル分の控除を受けた。
一方で酒類や売春への態度から、アルコールや性産業には嫌悪する者もおり、イングランドでは骸骨団 (Skeleton Army) と呼ばれる団体が、街頭活動を行っている救世軍人に、妨害や暴力行為をしていた。実態は酒場や娼館の経営者に雇われたゴロツキであり、デモ隊を結成しての示威活動などで、警官との衝突も発生していた。日本でも過去には、廃娼運動を行っていた救世軍人（伊藤文學の祖父・富士雄など）が、遊廓経営者に雇われたヤクザに襲われ重傷を負うという事件が起きている。
日本最北の遠軽小隊（1913年設立）が置かれている北海道紋別郡遠軽町の北海道道社名淵瀬戸瀬停車場線には、救世軍にちなんで命名された「救世橋」がある。同小隊初代小隊長の田中弥三郎大尉が1915年、私財を投じて湧別川に建設したもので、北海道が建設した現在の5代目の橋にもその名が受け継がれている。

## 芸術作品の中の救世軍
- オリバー・ツイスト: 序盤で救世軍の給食の様子を描写している。
- ベルトルト・ブレヒトの戯曲「屠殺場の聖ヨハンナ」「ハッピーエンド」など: 救世軍は抑圧者・偽善者として、極めて批判的に描かれている。ブレヒトに影響を与えたフリードリヒ・エンゲルスは、「空想から科学へ」で救世軍を「原始キリスト教の伝道を復活し、選民として貧民に訴え、宗教的なやり方で資本主義とたたかい、こうして原始キリスト教的階級対立の一要素を育てている」と指摘している。
- ジョージ・バーナード・ショーの戯曲「バーバラ少佐」: タイトルロールは、救世軍の奉仕活動に没頭する弾薬会社の社長令嬢。これもキリスト教と、救世軍の偽善を批判する作品である。
- 映画「吉原炎上」: 廃娼運動の一環で、吉原遊廓内を練り歩く救世軍の一団が登場する。
- 映画「昭和侠客伝」：昭和初期の浅草・吉原界隈において、廃娼運動に従事する救世軍の士官が登場する。
- 映画「骨までしゃぶる」：主人公の遊女は救世軍の助力により遊郭より脱出する。
- 映画「過去のない男」（アキ・カウリスマキ）: 記憶を失った男と、彼を助ける救世軍下士官の恋愛を描いた物語。
- ミュージカル「ガイズ&ドールズ」: 賭博師と、身持ちの堅い救世軍下士官との恋愛を描く。
- 「メリークリスマス・Mr.ビーン」: 「社会鍋」を行なっている救世軍ブラスバンドと、ビーンの滑稽なやり取りが見られる。
- 映画「オースティン・パワーズ」: 世界征服を企む敵組織として、救世軍の架空派閥「救世軍武闘派」が登場する。
- 「冬の散歩道」（サイモン&ガーファンクル）: 冬の情景を象徴するものとして、「hear the salvation army band」という歌詞と、救世軍のブラスバンドをイメージした音が入っている。
- 「ライフ・イン・ア・ノーザン・タウン」（ドリーム・アカデミー）: 冒頭に「A Salvation Army band played」という歌詞がある。
- シェエラザード（浅田次郎）: 救世軍の活動が物語の重要な部分に関わっている。
- 映画「地の塩 山室軍平」：日本人として初めて救世軍士官、のちに日本司令官となった山室軍平の生涯を描く。